# قلعه یزدگرد (نخجوان)
قلعه یزدگرد (به لاتین: Yezidabad qalası) یک قلعه مربوط به دوران ساسانیان است که در جمهوری خودمختار نخجوان و در جمهوری آذربایجان واقع شده است. این قلعه فقط از گل ساخته شده است. این قلعه به نام آخرین پادشاه ساسانی، یزدگرد سوم (۶۳۲-۶۵۱) نامگذاری شده است.

## نگارخانه

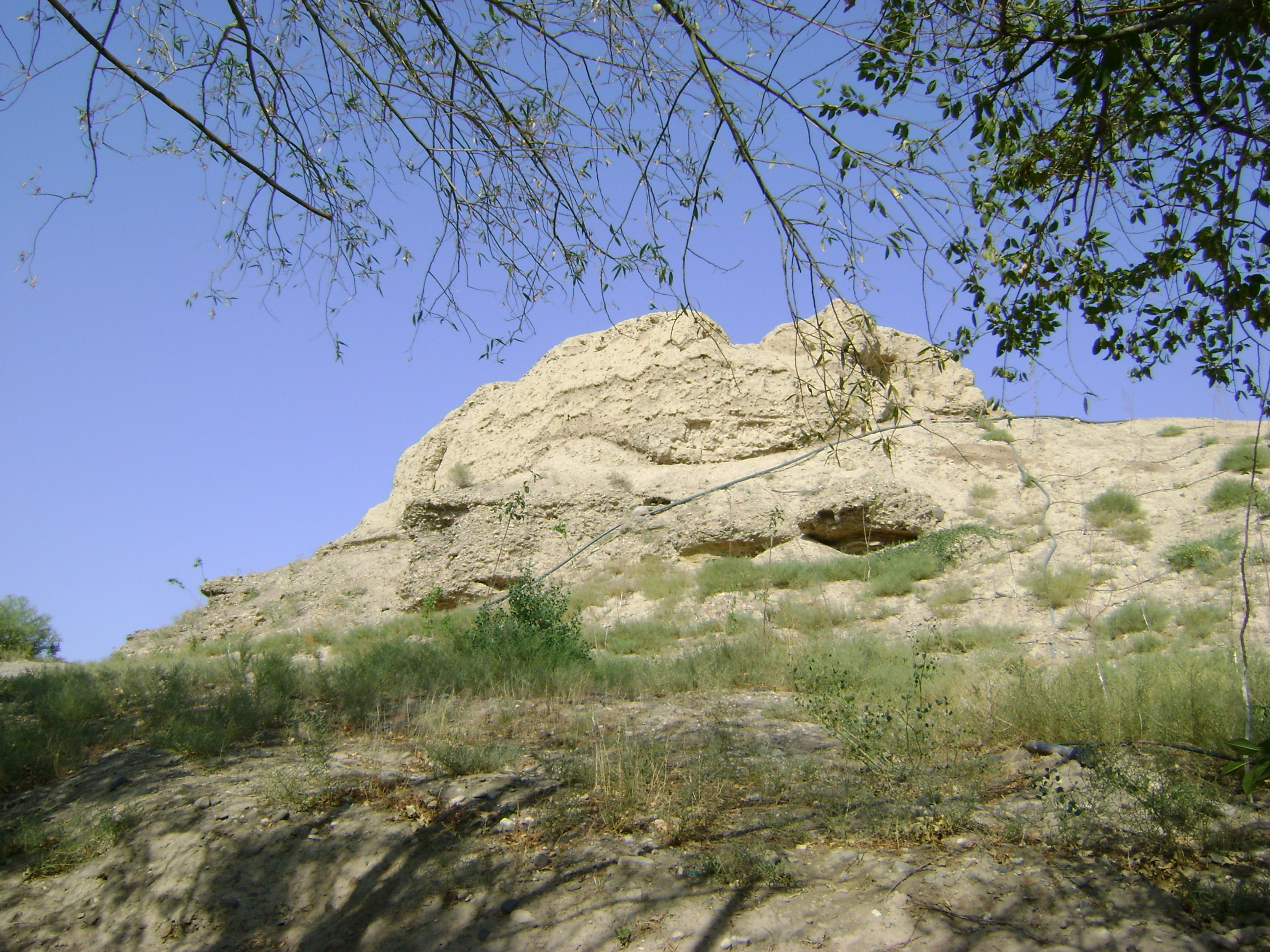
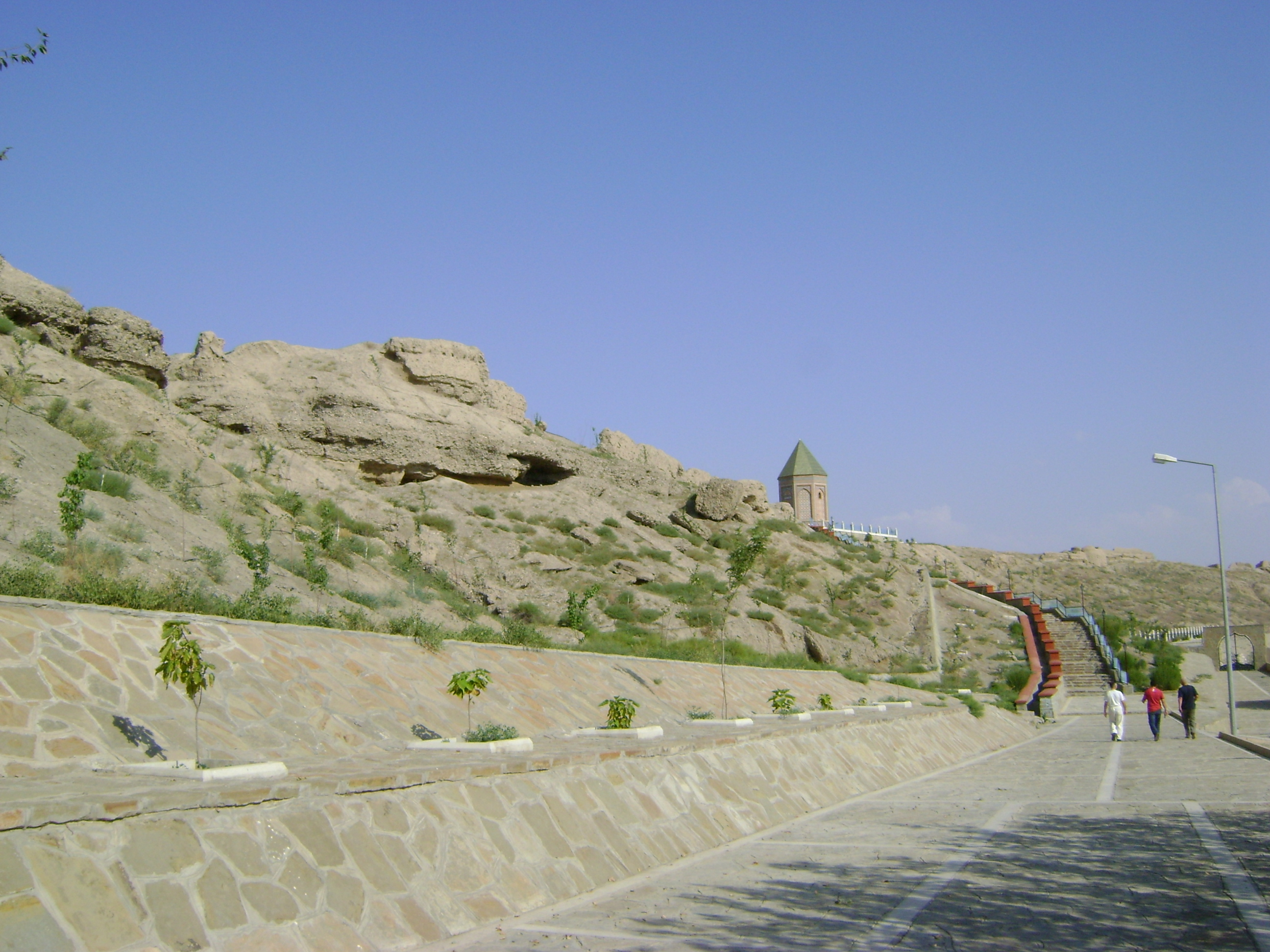
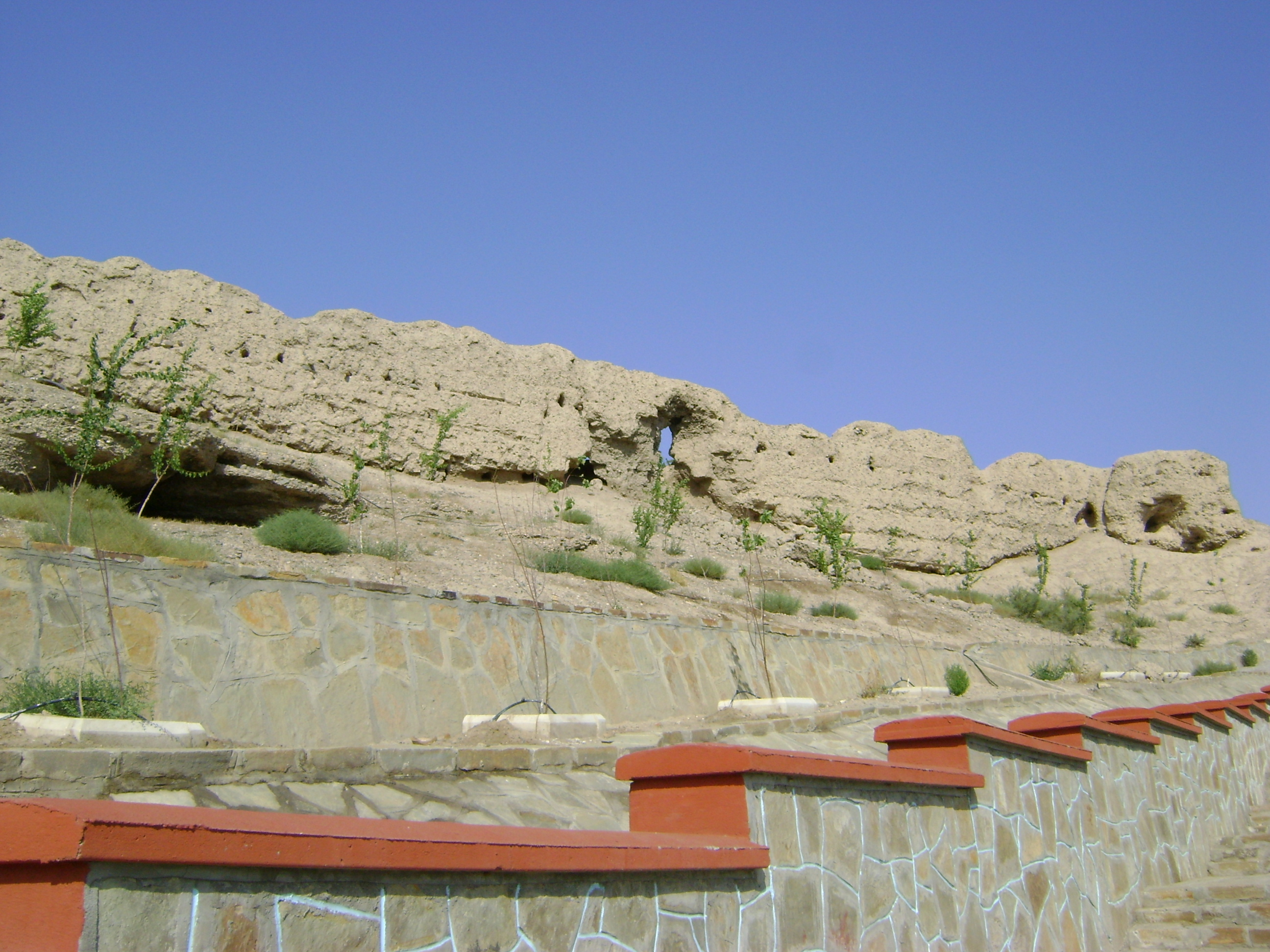
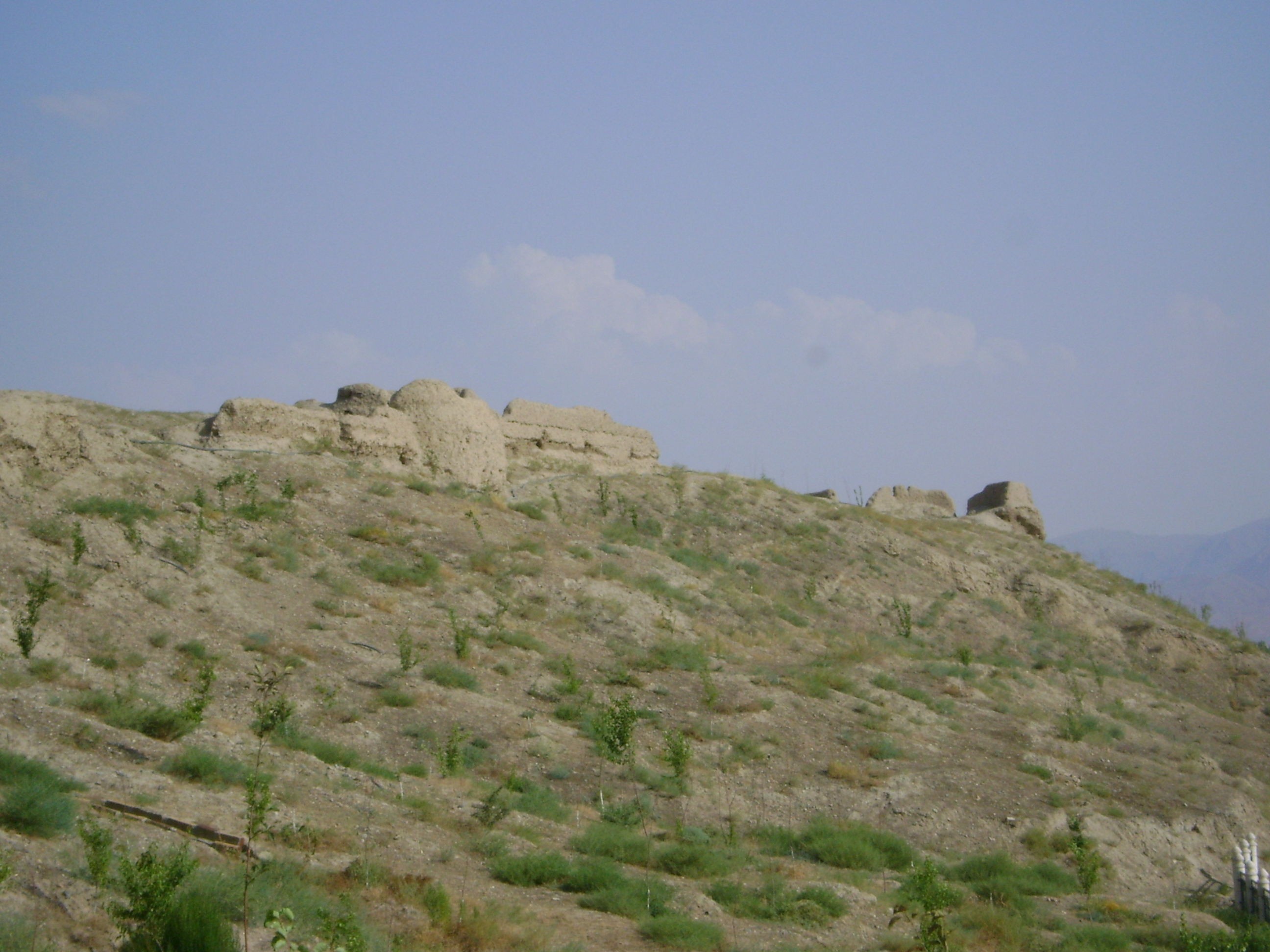
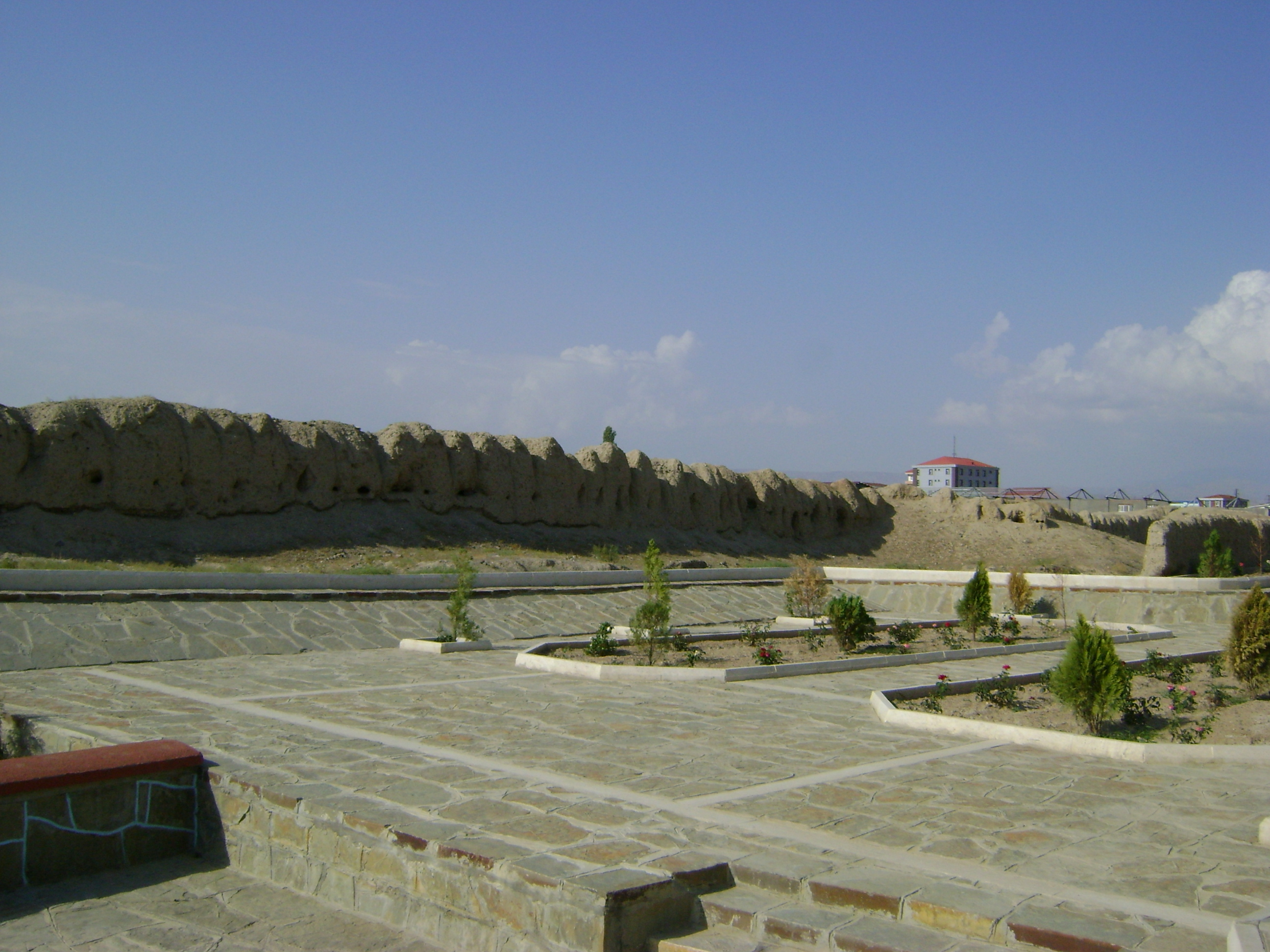